# Stiff Records
Stiff Records — независимая звукозаписывающая компания, образованная в Лондоне в 1976 году антрепренёрами Дэйвом Робинсоном и Эндрю Джекманом (известным также как Джейк Ривьера) при финансовой поддержке Ли Брилло из Dr. Feelgood, который одолжил им 400 фунтов стерлингов.
Дебютным релизом лейбла стал сингл «So It Goes» Ника Лоу (впоследствии — штатного продюсера лейбла), вышедший 14 августа 1976 года. Считается, что именно на Stiff вышли первые в истории панк-сингл («New Rose») и панк-альбом (Damned Damned Damned), оба — релизы The Damned.
К 1980 году британский бюджет компании составлял 3,5 миллиона фунтов.
Stiff Records просуществовали до 1985 года, когда, после неудачной попытки перейти под крыло Island Records, были перепроданы ZTT Records. Компания считается «колыбелью британского панк-рока» (в качестве таковой прославилась двумя массированными промотурами в 1977 и 1978 годах), но в действительности выпускала пластинки исполнителей широкого стилистического спектра.

## Исполнители Stiff Records
| - The Adverts - The Astronauts - The Belle Stars - Билли Бремнер - The Catch - Билли Коннолли - Элвис Костелло - Devo - The Damned - The Dancing Did - Десмонд Деккер - Dr. Feelgood - Ian Dury and the Blockheads - Дэйв Эдмундс - The Electric Guitars - The Enemy - Eskimo Disco - The Feelies - Furniture - The Gibson Brothers - The Go-Go's - Richard Hell & The Voidoids - Jane Air & the Belvederes - Joe King Carrasco & The Crowns - King Kurt - Language - Лена Лович - Ник Лоу - M | - Madness - Керсти МакКолл - Mint Juleps - Motörhead - Джон Отуэй - Graham Parker and the Rumour - Passion Puppets - Personal Column - Phranc - Pink Fairies - Plasmatics - The Pogues - Джейми Рэй - The Roogalator - Алвин Стардаст - Рэйчел Свит - The Takeways - Бобби Тенч - Theatre Of Hate - Tenpole Tudor - Trouble - Sean Tyla and the Tyla Gang - Via Vagabond - Трейси Уллман - The Untouchables - Энди Уайт - Ларри Уоллис - Wreckless Eric - Yello |  |